# 천재들의 실패
《천재들의 실패》는 미국의 기자 출신 경제 칼럼니스트 로저 로웬스타인의 저서이다.

## 주요 내용
당시 세계 최대 규모의 투자를 했던 Long-Term Capital Management (LTCM)의 탄생 과정과 그들이 벌였던 사업, 그리고 몰락의 원인에 대한 내용을 다루고 있다.

## 등장인물
- 존 메리웨더 — LTCM의 CEO
- 제임스 케인[1] - 베어스턴스의 CEO
- 존 코진 — 골드만삭스의 CEO
- 래리 힐리브래드 - 살로먼 브라더스의 차익거래 트레이더 출신. LTCM 파트너
- 에릭 로센펠드 - MIT를 졸업하고 하버드 경영대학원 조교수를 거쳤다. LTCM 파트너
- 로버트 머턴 - 하버드대 경제학과 교수, 블랙-숄스 공식으로 1997년 노벨 경제학상을 받았다. LTCM 파트너
- 마이런 숄스 - 시카고대 경제학과 교수, 블랙-숄스 공식으로 1997년 노벨 경제학상을 받았다. LTCM 파트너
- 빅터 하가니 - 런던 대학 재정학 석사. LTCM 차익거래팀 파트너

## 참조
1. ↑  동명이인, 여기서는 James Cayne이다.